# Trois-Rivières (Gwadelupa)
Trois-Rivières – miasto na Gwadelupie (departament zamorski Francji). Według danych szacunkowych na rok 2008 liczy 8 392 mieszkańców..